# Sericania mela
Sericania mela är en skalbaggsart som beskrevs av Ahrens 2004. Sericania mela ingår i släktet Sericania och familjen Melolonthidae. Inga underarter finns listade i Catalogue of Life.